# San Diego Open 2021
Il San Diego Open 2021 è stata la prima edizione maschile del San Diego Open, che fa parte della categoria ATP Tour 250 nell'ambito dell'ATP Tour 2021. Si è giocato al Barnes Tennis Center di San Diego dal 27 settembre al 3 ottobre 2021. È stato organizzato con una licenza valida per una sola edizione a seguito delle cancellazioni dei tornei asiatici dovute alla pandemia di COVID-19. L'anno successivo è stata concessa una nuova licenza per il torneo maschile, anch'essa valida per una sola edizione, ed è stato reintrodotto il torneo femminile, la cui ultima edizione si era tenuta nel 2015. 

## Partecipanti al singolare
Le prime quattro teste di serie hanno ricevuto un bye al secondo turno.

### Teste di serie
| Nazionalità | Giocatore             | Ranking* | Testa di serie |
| ----------- | --------------------- | -------- | -------------- |
| Russia      | Andrej Rüblev         | 5        | 1              |
| Norvegia    | Casper Ruud           | 10       | 2              |
| Canada      | Félix Auger-Aliassime | 11       | 3              |
| Canada      | Denis Shapovalov      | 12       | 4              |
| Polonia     | Hubert Hurkacz        | 13       | 5              |
| Argentina   | Diego Schwartzman     | 15       | 6              |
| Cile        | Cristian Garín        | 17       | 7              |
| Regno Unito | Daniel Evans          | 23       | 7              |
| Italia      | Lorenzo Sonego        | 24       | 8              |

* Ranking al 20 settembre 2021.

### Altri partecipanti
I seguenti giocatori hanno ricevuto una wild card per il tabellone principale:
- Andy Murray
- Brandon Nakashima
- Kei Nishikori

Il seguente giocatore ha avuto accesso al tabellone principale come special exempt:
- Kwon Soon-woo

I seguenti giocatori sono passati dalle qualificazioni:

- Alex Bolt
- Salvatore Caruso
- Christopher Eubanks
- Federico Gaio

I seguenti giocatori sono entrati come lucky loser:
- Kevin Anderson
- Denis Kudla

### Ritiri
Prima del torneo
- Cristian Garín → sostituito da  Dominik Koepfer

- David Goffin → sostituito da  Sebastian Korda

- Dušan Lajović → sostituito da  Lloyd Harris

- Reilly Opelka → sostituito da  Federico Delbonis

## Partecipanti al doppio
| Nazionalità | Giocatore      | Nazionalità | Giocatore       | Ranking* | Testa di serie |
| ----------- | -------------- | ----------- | --------------- | -------- | -------------- |
| Regno Unito | Joe Salisbury  | Regno Unito | Neal Skupski    | 25       | 1              |
| Regno Unito | Jamie Murray   | Brasile     | Bruno Soares    | 29       | 2              |
| Australia   | John Peers     | Slovacchia  | Filip Polášek   | 33       | 3              |
| Italia      | Simone Bolelli | Argentina   | Máximo González | 57       | 4              |

* Ranking al 20 settembre 2021.

### Altri partecipanti
Le seguenti coppie hanno ricevuto una wild card per il tabellone principale:
- Brandon Nakashima /  Sem Verbeek

- Antonio Šančić /  Artem Sitak

## Campioni

### Singolare
Casper Ruud ha sconfitto in finale  Cameron Norrie con il punteggio di 6–0, 6–2.
- È il sesto titolo in carriera per Ruud, il quinto della stagione.

### Doppio
Joe Salisbury /  Neal Skupski hanno sconfitto in finale  John Peers /  Filip Polášek con il punteggio di 7–6(2), 3–6, [10–5].